# U-Bahnhof Strausberger Platz

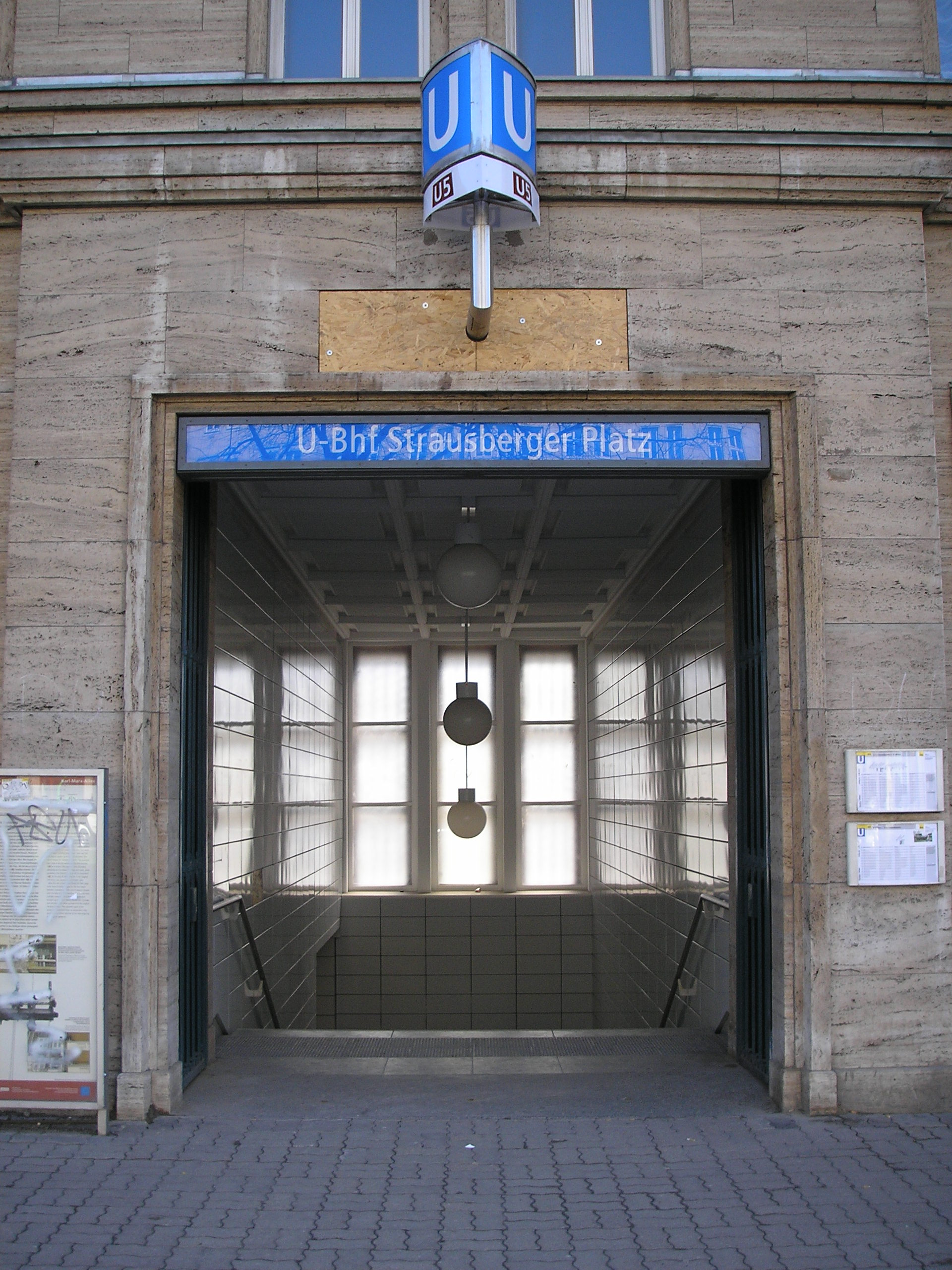
Einer der Eingänge zum
U-Bahnhof in einem Gebäude der Karl-Marx-Allee

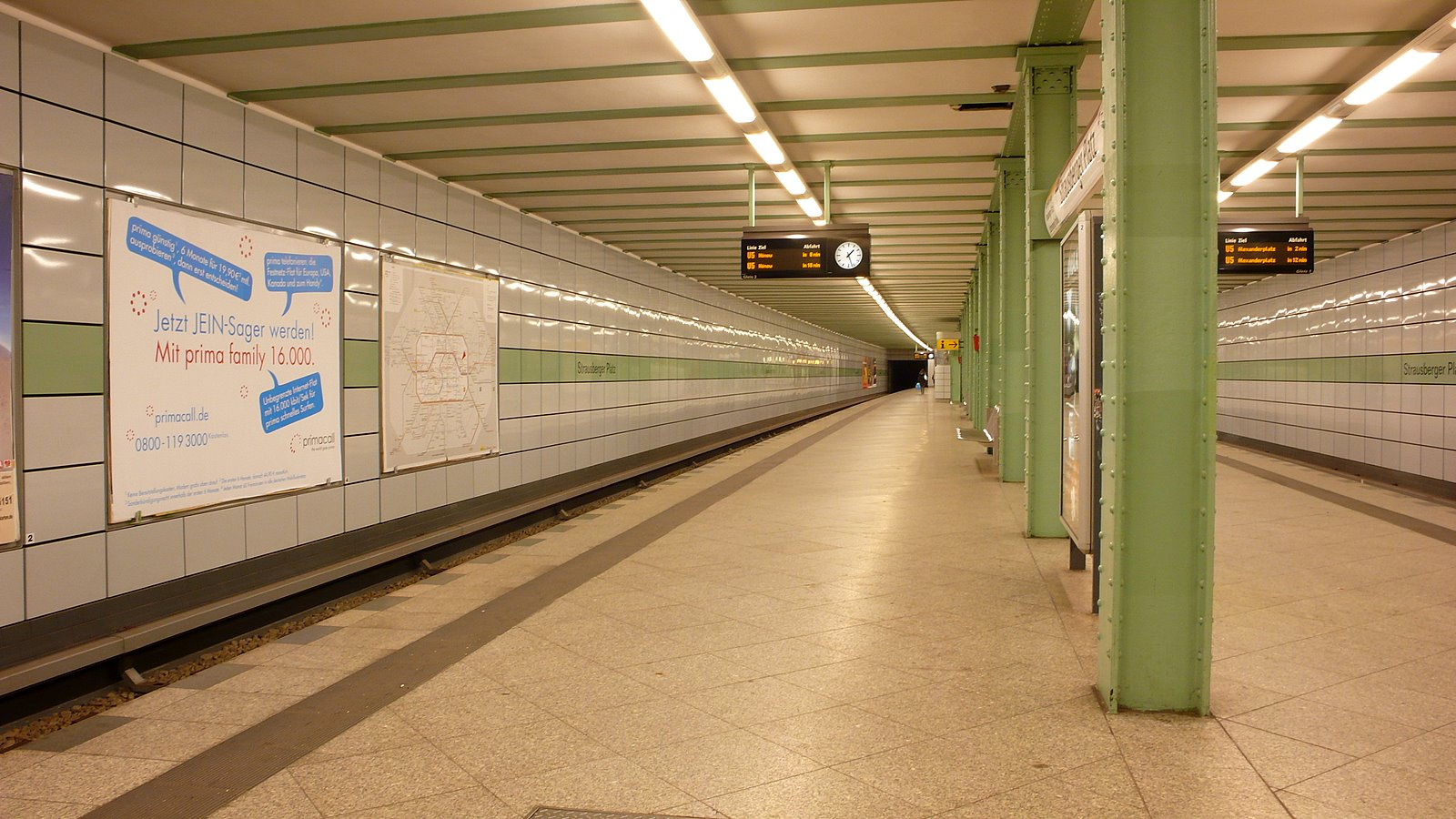
Der U-Bahnhof Strausberger Platz nach der grundlegenden Sanierung im Jahr 2003

Der U-Bahnhof Strausberger Platz ist eine Station der Berliner U-Bahn-Linie U5 im Ortsteil Friedrichshain. Er befindet sich unterhalb der Karl-Marx-Allee und östlich des gleichnamigen Platzes. Bei der BVG wird er unter dem Kürzel Sr geführt.

## Geschichte
Der Bahnhof entstand zusammen mit zehn weiteren zum Ende der 1920er Jahre, als die neue Linie E (heute: U5) am 21. Dezember 1930 eröffnet wurde und vom Alexanderplatz ausgehend den Osten Berlins an das unterirdische Schnellbahnnetz anschloss. Architekt war der Schwede Alfred Grenander, der sich zuvor bereits mit dem Bau mehrerer anderer Berliner U-Bahnhöfe einen Namen gemacht hatte. Die Stationen wurden einheitlich im Stil der Moderne gestaltet. Der Vorteil bestand darin, dass diese Richtung zum damaligen Zeitpunkt aktuell, aber auch sparsam war; sie verzichtete auf große Verzierungen und kam damit dem knappen Budget zum Zeitpunkt der Weltwirtschaftskrise entgegen.
Die Bahnhöfe wurden – mit Ausnahme der Umsteigebahnhöfe – weitestgehend einheitlich gestaltet. Als Vorlage diente dazu der Nachbarbahnhof Memeler Straße (heute: Weberwiese), an dem sich die anderen orientierten. Da diese Einheitlichkeit auch die Gefahr mit sich brachte, die Stationen untereinander zu verwechseln, griff Grenander auf das Prinzip der „Kennfarbe“ zurück, die jedem Bahnhof eine markante Farbgebung einbrachte und somit vor allem sehschwachen Menschen die Orientierung erleichtern sollte. Für den Bahnhof Strausberger Platz wurde daher ein zunächst grüner, später elfenbeinfarbener und heute graugrüner Ton gewählt.
Der weitere Bahnhofsaufbau sah wie folgt aus: Die Station verfügte über einen asphaltierten Mittelbahnsteig, der 121 Meter lang und 9 Meter breit war. An jedem Bahnsteigende befanden sich je zwei Ausgänge, die jeweils über ein Zwischengeschoss auf die Bürgersteige mündeten. Der Bahnhof selbst wurde von einer doppelten Stützenreihe getragen, die ebenfalls in den Bahnhofsfarben lackiert war. Hinzu kamen noch diverse Aufbauten wie Infokästen, Fahrtzielanzeiger und Bänke.
Während des Zweiten Weltkriegs kam es am 7. Mai 1944 zu einem Deckendurchschlag im westlichen Bahnhofsbereich, verursacht durch mehrere Bombentreffer. Trotzdem konnte zumindest ein Pendelbetrieb zwischen Alexanderplatz und Strausberger Platz aufrechterhalten werden. Dieser wurde erst am 23. April 1945 eingestellt und gehörte zu den letzten in Berlin. Bereits zwei Monate später, am 20. Juni, pendelten die Züge zwischen Schillingstraße und Friedrichsfelde. Drei Tage später wurde der Betrieb bis Alexanderplatz fortgeführt und ab dem 1. Februar 1946 durch den regulären Umlaufbetrieb ersetzt.

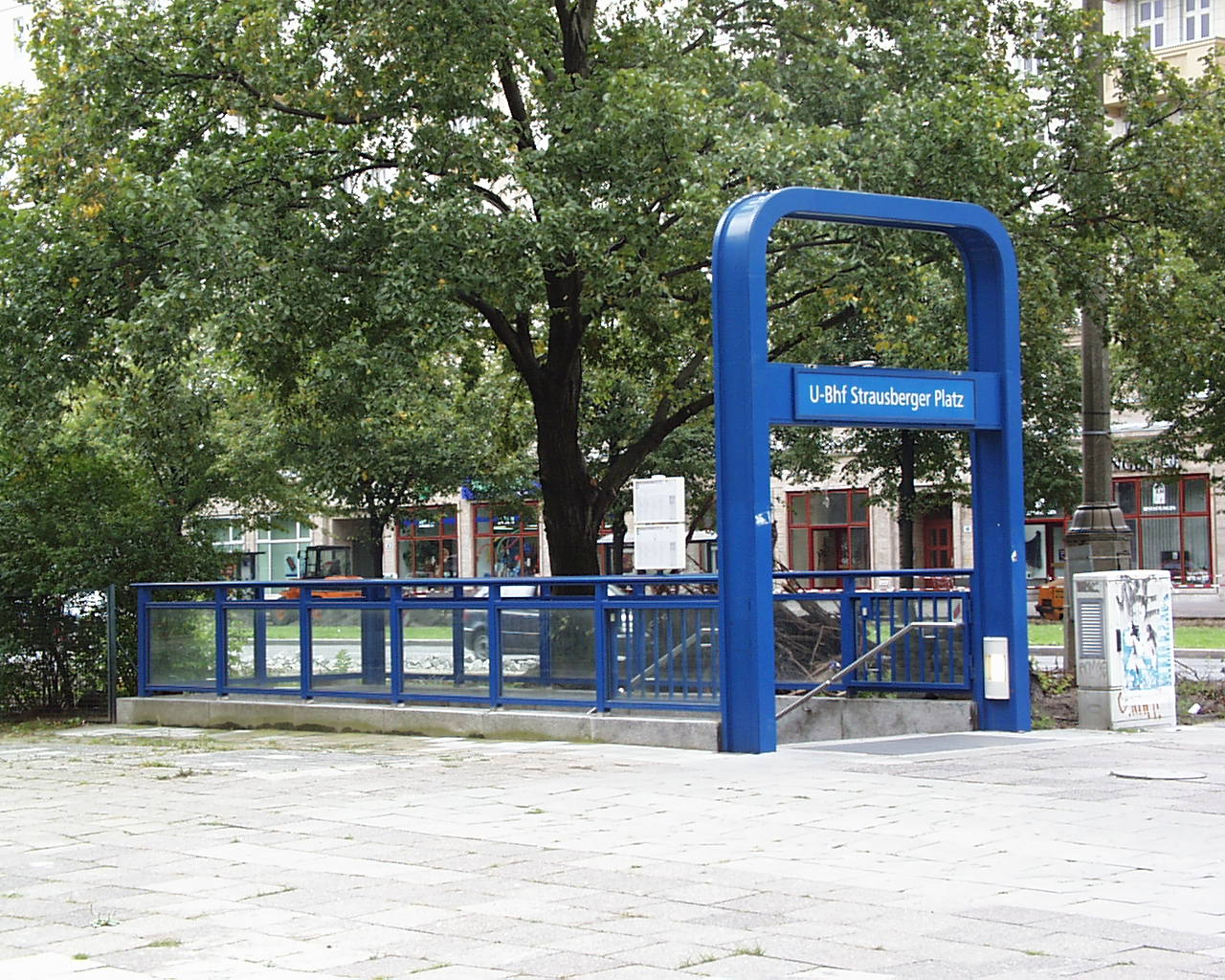
Nördlicher U-Bahnzugang am Strausberger Platz (2000)

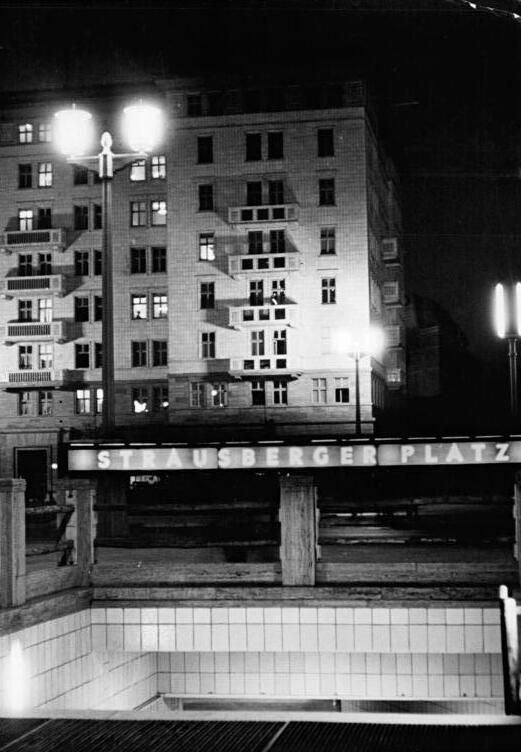
Eingang (1953)

In den 1950er Jahren wurde oberhalb der Strecke die Stalinallee (heute: Karl-Marx-Allee) als repräsentative Magistrale angelegt. Der Straßenquerschnitt wurde dazu überdimensional verbreitert und die Aufgänge entsprechend angepasst. Dabei wurden die südlichen Aufgänge zum Teil in die Wohnhäuser integriert, so auch am Strausberger Platz. Im Gegenzug dazu blieb die Nordseite fast unberührt und wies bis zum Jahr 2003 sogar das letzte originale Eingangsportal von 1930 auf.
Nach Beseitigung der kriegsbedingten Schäden wurde der Bahnhof noch zwei weitere Male großflächig saniert. Bei der ersten Sanierung wurden die alten originalen Fliesen entfernt und durch elfenbeinfarbene, im Mauerwerksverband angeordnete neue Fliesen ersetzt. Die ursprünglichen Bahnhofsschilder in Negativschrift wurden durch die bis heute üblichen mit weißem Untergrund und schwarzer Schrift ausgetauscht. Die Bahnhofsaufbauten blieben allerdings weitestgehend unberührt. Bei der zweiten Sanierung 2003 wurde die Fassade ein weiteres Mal neu verkleidet, diesmal in Form von großflächigen Emailleplatten, die in grau mit einem grünen Band in Höhe des Bahnhofsnamens gehalten sind. Der Asphaltbelag des Bahnsteigs wurde dabei ebenfalls entfernt und durch helle Granitplatten ersetzt. Ebenso verschwanden viele der originalen Bahnhofsmöbel und wurden durch neue ersetzt. Wie in den meisten Fällen blieben auch hier nur die Personenwaagen und die Infovitrinen erhalten.

## Denkmalschutz
Die Eingänge zum U-Bahnhof stehen als Teil des Bauensembles Karl-Marx-Allee unter Denkmalschutz: das nordwestliche Eingangsportal aus dem Jahr 1930 von Alfred Grenander sowie der südöstliche und südwestliche Eingang aus dem Jahr 1952.

## Anbindung
Am U-Bahnhof bestehen Umsteigemöglichkeiten von der Linie U5 zur Omnibuslinie 142 und zur Nachtlinie N5 der BVG.
| Linie | Verlauf |
| ----- | --- |
|       | Hauptbahnhof – Bundestag – Brandenburger Tor – Unter den Linden – Museumsinsel – Rotes Rathaus – Alexanderplatz – Schillingstraße – Strausberger Platz – Weberwiese – Frankfurter Tor – Samariterstraße – Frankfurter Allee – Magdalenenstraße – Lichtenberg – Friedrichsfelde – Tierpark – Biesdorf-Süd – Elsterwerdaer Platz – Wuhletal – Kaulsdorf-Nord – Kienberg (Gärten der Welt) – Cottbusser Platz – Hellersdorf – Louis-Lewin-Straße – Hönow |